# Coniopteryx topali
Coniopteryx topali är en insektsart som beskrevs av György Sziráki 1992. Coniopteryx topali ingår i släktet Coniopteryx och familjen vaxsländor. Inga underarter finns listade i Catalogue of Life.